# Manchanayakanahalli, Ramanagara
Manchanayakanahalli là một làng thuộc tehsil Ramanagara, huyện Ramanagara, bang Karnataka, Ấn Độ.